# Pales processioneae
Pales processioneae là một loài ruồi trong họ Tachinidae.